# SMAP GO!GO!
SMAP GO!GO!（スマップゴーゴー）は、2013年9月30日にフジテレビ系列で放送されたSMAPのバラエティ番組、冠番組。放送時間は19:00 - 23:24（JST）。

## 概要
フジテレビ・関西テレビ開局55周年記念特別番組第1弾として企画された。SMAPがレギュラーMCを務めるバラエティ番組『SMAP×SMAP』及びSMAPのメンバー香取慎吾がメインMCであるバラエティ番組『おじゃMAP!!』をベースとした内容で、オープニングではタツノコプロの代表作品である『マッハGoGoGo』とコラボレーションしたアニメーションと、同作の主題歌（作詞：吉田竜夫、作曲：越部信義）の一部を変えたものが流れた。
EDトークで、5年後(2018)の「フジテレビ・関西テレビ開局60周年記念」もSMAPで特番をやりたいと語っていたが、願いは叶わなかった。
関東地区では、放送前日である9月29日の日曜α枠にて事前番組『SMAP GO!GO!直前SP』が放送され、「BISTRO SMAP」の未放送分（2012年春に収録。ゲスト：三ツ矢雄二、戸田恵子、竹下景子）・新企画「BISTRO SMAUP」・本編の予告CMを放送した。視聴率は14.1%（関東リサーチ調べ）

## 主な出演者

### MC
- SMAP
  - 中居正広
  - 木村拓哉
  - 稲垣吾郎
  - 草彅剛
  - 香取慎吾

### VTRゲスト
- 森口博子
- 明石家さんま
- タモリ

### ゲスト
- 戸田恵子
- 浅野ゆう子
- 浅野温子

### ナレーション
- 増田晋
- DJナイク
- 高塚正也（「おじゃMAP!!」担当）
- 豊嶋真千子
- 山中一徳

## コーナー
- 今晩限り!SMAP禁断の映像がついに解禁!
- おじゃMAP!!プレゼンツ ハッピーサプライズ!
- BISTRO SMAPスペシャル（ゲスト：浅野温子・浅野ゆう子）※事前収録

### 「古畑任三郎 vs SMAP」その後…』
1999年に放送された「古畑任三郎 vs SMAP」の続編、殺人事件を起こして刑務所に収監されているSMAPの5人が、脱獄を計画する内容のドラマ。
生放送に全編「生ドラマ」を行うという実験的な要素が話題になった。
主演の古畑任三郎(田村正和)は登場せず、
戸田恵子がマネージャー役でゲスト出演、ドラマ終了後に演出の三谷幸喜が一瞬画面に映った。

### Joy!!(SMAP GO！GO！ver.)
SMAPが映像合成でフジテレビの過去の人気バラエティ・メンバー主演ドラマに出演し、デビュー当時のSMAPに会いに行く。

## 主なスタッフ
- 作家：鈴木おさむ、石原健次、大井洋一
- 構成：舘川範雄、鶴間政行/松田敬三、本松エリ、佐藤大地、岩本哲也（舘川、鶴間以外は「おじゃMAP!!」担当）
- 振り付け：JUN
- スタイリスト：黒澤彰乃、百瀬豪
- 美術制作：三竹寛典（CX）
- 美術進行：中村秀美
- デザイナー：水上啓光・鈴木賢太・邨山直也（いずれもCX）、柳川和央
- 大道具：鎌田大祐、三田部義広
- アートフレーム：永濱大作
- 装飾：山下正美、竹原丈二
- 持道具：土屋洋子
- メイク：安藤有美
- 衣裳：城戸政人、浅見彰
- かつら：中野奈緒
- 視覚効果：猪又悟
- 電飾：渕井猛司
- アクリル装飾：犬塚健
- 生花装飾：山寺由美
- 植木装飾：広田明
- タイトル：湯浅信人（CX）/田中秀幸（フレイムグラフィックス、「おじゃMAP!!」担当）
- フードコーディネーター：結城摂子（マンダリン工房、「BISTRO SMAP」担当）
- リサーチ：フォーミュレーション、リベラス、近藤雄亮、千葉祐亮、大石依里香
- 特殊美術：横山公一
- 特殊装置：岩瀬直孝
- TP：松本英士（CX）/長谷川美和（「古畑vsSMAP その後」担当）
- CG：岡本英士（CX）、秋里直樹、渡辺之雄、高橋康之
- TD：佐々木信一（共同テレビ）/高瀬義美（「おじゃMAP!!」担当）、山岸桂一（「古畑vsSMAP その後」担当）
- SW：岡田和美（共同テレビ）
- CAM：小川経一、小林知司、瀬田学（いずれも共同テレビ）/宮本直也（「おじゃMAP!!」担当）、伊藤清一（「古畑vsSMAP その後」担当）
- VE：郡司洋、竹内貴志（共同テレビ）/武田和浩（「おじゃMAP!!」担当）、吉川博文（「古畑vsSMAP その後」担当）
- AUD：高橋敬（共同テレビ）/浮所哲也（「おじゃMAP!!」担当）、竹中泰（「古畑vsSMAP その後」担当）
- PA：吉竹新
- LP：植松晃一（CX）
- 照明：宗像徹馬/佐藤博樹（「おじゃMAP!!」担当）、阿部慶治（「古畑vsSMAP その後」担当）
- 音響効果：西野有彦、坂本洋子/高島慎太郎（「おじゃMAP!!」担当）、泉清二（「古畑vsSMAP その後」担当）
- 編集：坂本貴志、三ツ井章文、刈屋綾乃、杉原丈司、葉柴栄次、久世圭子/宮下圭介、梅本大介（宮下、梅本→「おじゃMAP!!」担当）
- オフライン：坂口雄祐（「おじゃMAP!!」担当）
- MA：高橋誠一郎、泉英里奈/東口智大（「おじゃMAP!!」担当）
- DJ：安本ヒロユキ
- 音楽CG：mofutec
- アニメ監修：タツノコプロ
- 編成：渋谷謙太郎・加藤達也（いずれもCX）
- 広報：豊増雄（KTV）、小中ももこ・片山正康・稲葉恵子（いずれもCX）
- 連絡：保坂美帆
- TK：高木美紀（エーステレビ）、楮本真澄
- スーパーバイザー：原田冬彦（CX）
- オブザーバーD：金子傑（CX）
- FD：小林正彦（CX）、井上融（アズバーズ）/前場智也（BEE BRAIN、「おじゃMAP!!」担当）、元村次宏（共同テレビ、「古畑vsSMAP その後」担当）
- AP：中山佳祐（共同テレビ）
- ディレクター：代々木明徳（CX）、印田弘幸・小倉伸一・渡辺剛・岡田純一（いずれもオイコーポレーション）、松永健太郎（共同テレビ）、鈴木文太郎（CX）/かわのけいすけ、石武士・松清弘卓（BEE BRAIN）、岩田和也
- 音楽ディレクター：板谷栄司（CX）
- 協力プロデューサー：上野貴央（CX）、ながさわコーヤ（ふなや）、三浦雅登（BEE BRAIN）、乾充貴・河西秀幸（いずれもKTV）、岡崎稔（SynergySP）、早船健一郎（カイロス）、高橋聡（SHAKTI）
- ロケ演出：井熊俊博（ロジック・エンターテインメント、「おじゃMAP!!」担当）
- ドラマ監督：河野圭太（共同テレビ、「古畑vsSMAP その後」担当）
- ドラマ脚本・演出：三谷幸喜（「古畑vsSMAP その後」担当）
- 総合演出：出口敬生（CX）
- プロデューサー：春名剛生（CX）
- チーフプロデューサー：黒木彰一（CX）
- ロケ協力：浄土ヶ浜パークホテル、岩手めんこいテレビ、ロックフット、岩手県水産振興課、フーラクリエイティブジャパン、第一興商
- 協力：服部栄養専門学校（服部幸應、「BISTRO SMAP」担当）、ニユーテレス、Halftone Music（「S-Live」担当）、北沢産業（「BISTRO SMAP」担当）、エムソフト
- 技術協力：共同テレビジョン、fmt、共同エディット、バックヤードスタヂオ/ニューテレス、オムニバス・ジャパン、東京オフラインセンター（「おじゃMAP!!」担当）/バスク、ジェニック、ラ・ルーチェ、スポット
- 制作協力：ジャニーズ事務所（ジャニーH.キタガワ）
- 制作：フジテレビバラエティ制作部
- 制作著作：フジテレビ

## ネット局・放送時間
| 放送対象地域     | 放送局                    | 系列                          | 放送日時                     |
| ---------------- | ------------------------- | ----------------------------- | ---------------------------- |
| 関東広域圏制作局 | フジテレビ（CX）          | フジテレビ系列                | 2013年9月30日 19:00 - 23:24  |
| 北海道           | 北海道文化放送（uhb）     | フジテレビ系列                | 2013年9月30日 19:00 - 23:24  |
| 岩手県           | 岩手めんこいテレビ（mit） | フジテレビ系列                | 2013年9月30日 19:00 - 23:24  |
| 宮城県           | 仙台放送（OX）            | フジテレビ系列                | 2013年9月30日 19:00 - 23:24  |
| 秋田県           | 秋田テレビ（AKT）         | フジテレビ系列                | 2013年9月30日 19:00 - 23:24  |
| 山形県           | さくらんぼテレビ（SAY）   | フジテレビ系列                | 2013年9月30日 19:00 - 23:24  |
| 福島県           | 福島テレビ（FTV）         | フジテレビ系列                | 2013年9月30日 19:00 - 23:24  |
| 新潟県           | 新潟総合テレビ（NST）     | フジテレビ系列                | 2013年9月30日 19:00 - 23:24  |
| 長野県           | 長野放送（NBS）           | フジテレビ系列                | 2013年9月30日 19:00 - 23:24  |
| 富山県           | 富山テレビ（BBT）         | フジテレビ系列                | 2013年9月30日 19:00 - 23:24  |
| 石川県           | 石川テレビ（ITC）         | フジテレビ系列                | 2013年9月30日 19:00 - 23:24  |
| 福井県           | 福井テレビ（FTB）         | フジテレビ系列                | 2013年9月30日 19:00 - 23:24  |
| 静岡県           | テレビ静岡（SUT）         | フジテレビ系列                | 2013年9月30日 19:00 - 23:24  |
| 中京広域圏       | 東海テレビ（THK）         | フジテレビ系列                | 2013年9月30日 19:00 - 23:24  |
| 近畿広域圏       | 関西テレビ（KTV）         | フジテレビ系列                | 2013年9月30日 19:00 - 23:24  |
| 鳥取県・島根県   | 山陰中央テレビ（TSK）     | フジテレビ系列                | 2013年9月30日 19:00 - 23:24  |
| 岡山県・香川県   | 岡山放送（OHK）           | フジテレビ系列                | 2013年9月30日 19:00 - 23:24  |
| 広島県           | テレビ新広島（TSS）       | フジテレビ系列                | 2013年9月30日 19:00 - 23:24  |
| 愛媛県           | テレビ愛媛（EBC）         | フジテレビ系列                | 2013年9月30日 19:00 - 23:24  |
| 高知県           | 高知さんさんテレビ（KSS） | フジテレビ系列                | 2013年9月30日 19:00 - 23:24  |
| 福岡県           | テレビ西日本（TNC）       | フジテレビ系列                | 2013年9月30日 19:00 - 23:24  |
| 佐賀県           | サガテレビ（STS）         | フジテレビ系列                | 2013年9月30日 19:00 - 23:24  |
| 長崎県           | テレビ長崎（KTN）         | フジテレビ系列                | 2013年9月30日 19:00 - 23:24  |
| 熊本県           | テレビ熊本（TKU）         | フジテレビ系列                | 2013年9月30日 19:00 - 23:24  |
| 鹿児島県         | 鹿児島テレビ（KTS）       | フジテレビ系列                | 2013年9月30日 19:00 - 23:24  |
| 沖縄県           | 沖縄テレビ（OTV）         | フジテレビ系列                | 2013年9月30日 19:00 - 23:24  |
| 大分県           | テレビ大分（TOS）         | フジテレビ系列 日本テレビ系列 | 2013年10月13日 13:00 - 17:25 |
| 青森県           | 青森放送（RAB）           | 日本テレビ系列                | 2013年10月19日 12:00 - 16:25 |